# Telefonkiosk

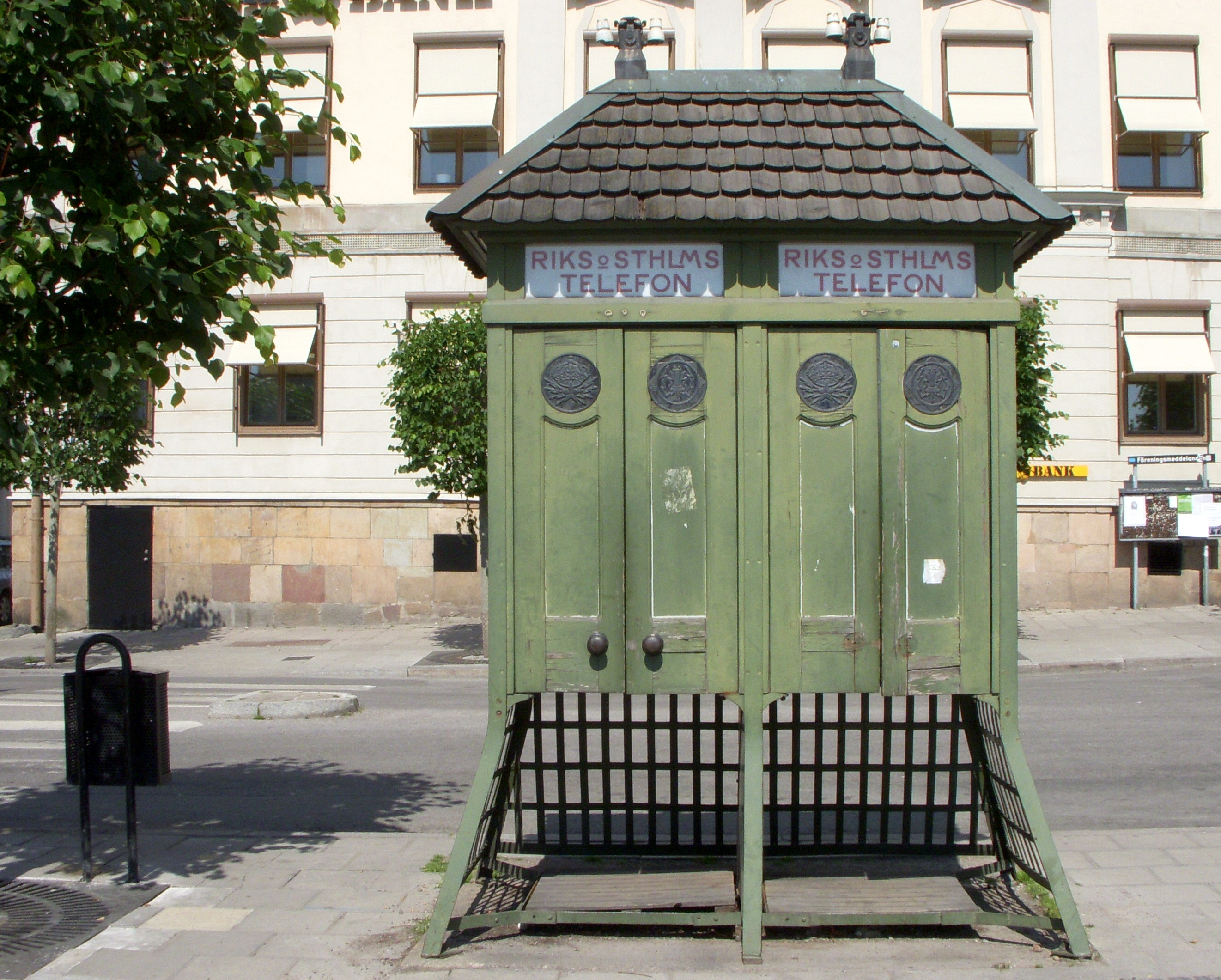
Dubbelkiosken (av typen dubbelpagod) på Kornhamnstorg i Stockholm.

Telefonkiosk, telefonkur eller telefonhytt är en mindre kur eller ett väderskydd med en telefonautomat på allmän plats, vid torg eller på annan offentlig plats, från vilken allmänheten mot avgift kan ringa telefonsamtal. Som betalningsmedel används telefonkort, kontokort eller mynt. Telefonen är ansluten till det fasta telefonnätet. Telefoner i telefonkiosker kan också ta emot samtal. Det kan antingen vara någon som väntar samtal en viss tid eller ett samtal riktat till någon förbipasserande som känner sig manad att svara.

## Historik

En telefonhytt på Stockholm centralstation, 1948.

Telefonkiosker med telefonautomat började i slutet av 1800-talet placeras ut för att ett större antal skulle kunna använda sig av telefonnätet. I Berlin började man använda "offentliga fjärrsamtalsplatser" 1881. Det rörde sig då inte om kiosker utan telefonerna installerades i postkontor och offentliga inrättningar, till exempel restauranger. Den första riktiga telefonkiosken började användas i London 1903. I Storbritannien lanserades den klassiska Red telephone box av General Post Office 1924. I bland annat Storbritannien, Tyskland och Sverige utvecklades telefonkioskerna av de statliga telefonbolagen som senare delats upp och helt eller delvis privatiserats.
Kioskernas utförande har varierat genom åren och moderniserats. Den klassiska brittiska modellen ersattes till exempel under 1960-talet av en modern kantig variant med stora glasytor. I Sverige kom liknande modeller i Televerkets orangefärgade under samma period. Materialet har också skiftat, de tidiga kioskerna tillverkades i trä och senare i material som stål samt betong. Under 1960- och 1970-talet började de tillverkas i hårdplast. Under 1980-talet inleddes en omställning av telefonkioskernas betalsystem från mynt till telefonkort. I Västtyskland och Sverige kom även nya handikappanpassade modeller.
Kioskernas färger har också varierat. I Sverige kom från 1959 kioskerna att gå i så kallad televerksorange, vilket senare övergivits. I Tyskland var tidigare Postens gula färg (Postgelb) den som användes, idag är det Deutsche Telekoms magenta tillsammans med grått och vitt. Gemensamt för de tidigare färgerna, inklusive den brittiska röda, är att de ska vara väl synliga.
Fram till 1980-talet ökade antalet telefonkiosker, men som en följd av det ökade antalet telefoner i privata hushåll i kombination med mobiltelefonin under 1980-talet och framåt har antalet minskat drastiskt. 

### Telefonkiosken i Sverige

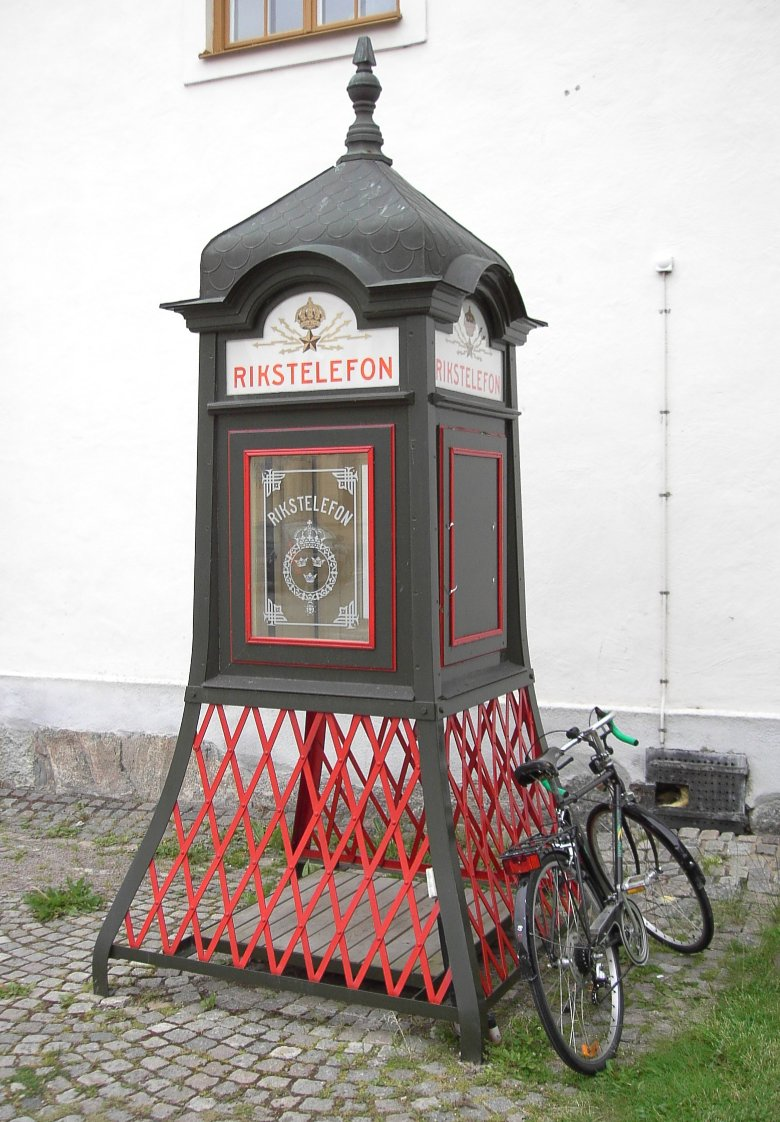
Svensk äldre telefonkiosk av typen pagod.

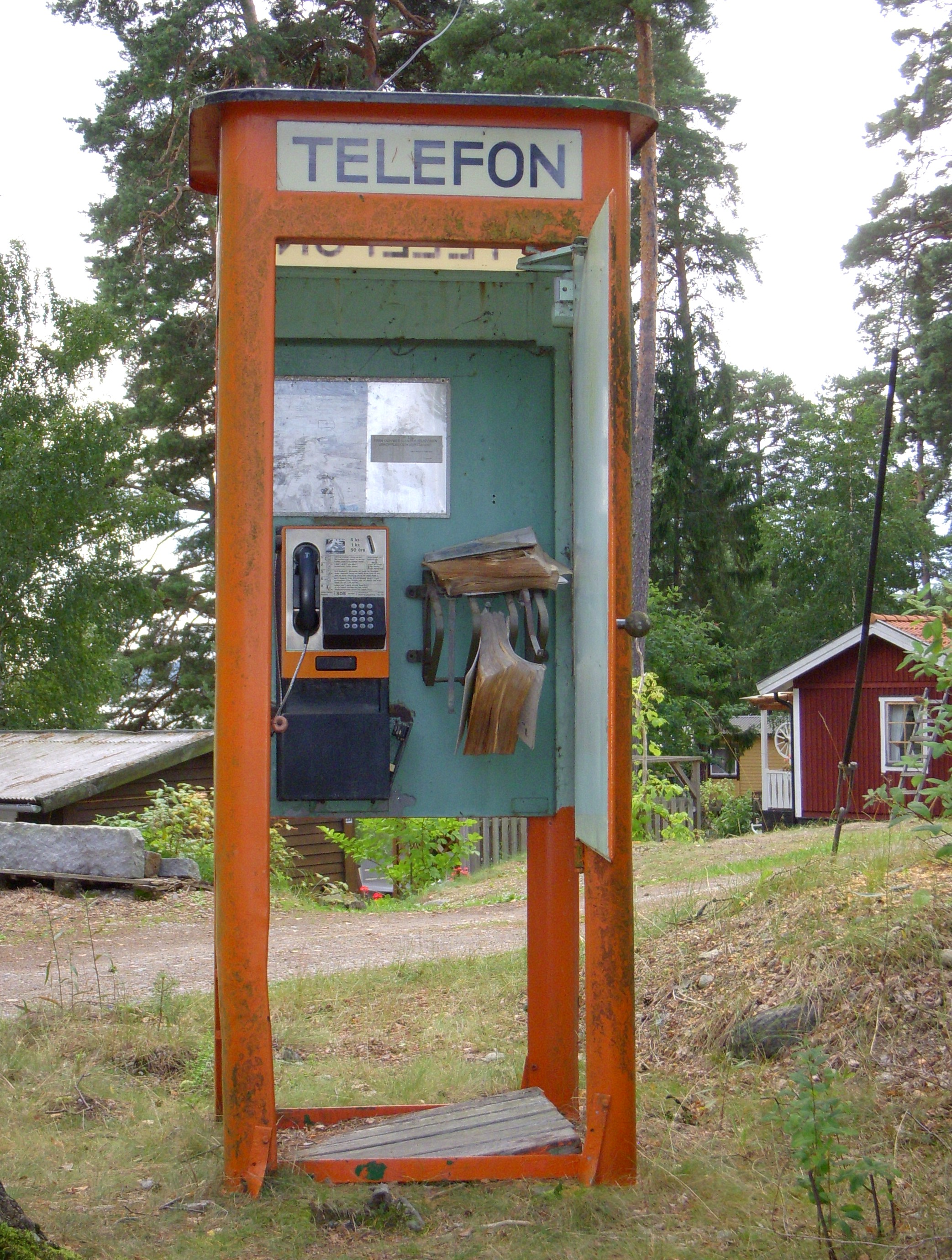
Telefonkiosk av den modell som Telestyrelsen tog fram vid mitten av 1950-talet. Denna stod i Brandalsund.

Sveriges första telefonkiosk sattes upp i Stockholm på 1890-talet. De första serietillverkade telefonkioskerna i Sverige var av typen pagod, som formgavs av ingenjör Hjalmar Celion.
På 1950-talet fick konstnären Eric H. Olson i uppgift av ingenjör Ewald Arvidsson vid Telestyrelsen att färgsätta de nya telefonkioskerna som skulle placeras ut i landet. Olson tog fram nio färgkombinationer som skulle kunna användas för olika miljöer. Väggarna och benen hade en färg, dörren en annan medan taket alltid var svart. De olika kombinationerna var: gul kiosk med grå dörr, olivgrön kiosk med orange dörr, grön kiosk med röd dörr, gul kiosk med brun dörr, blå kiosk med karminröd dörr, brun kiosk med blå dörr, karminröd kiosk med grön dörr, karminröd kiosk med blå dörr och orange kiosk med blå dörr. Den senare placerades ursprungligen utmed motorvägar för att vara väl synlig och kallades för "autostradakiosken". Dessa nya telefonkiosker började att placeras ut i Sverige vid mitten av 1950-talet och kring 1956 var cirka 50 av Stockholms drygt 800 telefonkiosker av den nya sorten. Med tiden tenderade dessa kiosker att bli enfärgade.
År 1981 fick Ewald Arvidsson patent för en telefonkiosk som också var tillgänglig för rullstolsburna. På 1980-talet fanns över 44 000 telefonkiosker i landet, men antalet minskade därefter i takt med att mobiltelefoner blev vanligare. I början av 2000-talet byttes telefonkiosker ut mot nyare modell, fick bättre belysning, blev handikappanpassade och försågs med reklam. År 2010 fanns bara 2 700 telefonkiosker kvar. De som fortfarande använde telefonkiosker var främst unga vars kontantkort eller mobilbatteri tagit slut, äldre som behövde färdtjänst och nysvenskar eller turister som ville ringa till sitt hemland. Vid den tiden gjordes vissa telefonkiosker om till surfzoner där allmänheten kunde ansluta sin bärbara dator eller mobiltelefon trådlöst till internet via vlan.
Mobiltelefoner blev till slut så vanliga att telefonautomaterna förlorade sin betydelse. År 2015 tog Telia den sista telefonautomaten ur drift. Den allra sista telefonkiosken i bruk fanns i Uppsala och togs bort den 3 december 2015.
Några telefonkiosker, men utan telefonautomat, har bevarats som kulturminne och turistattraktion.

## Bildgalleri

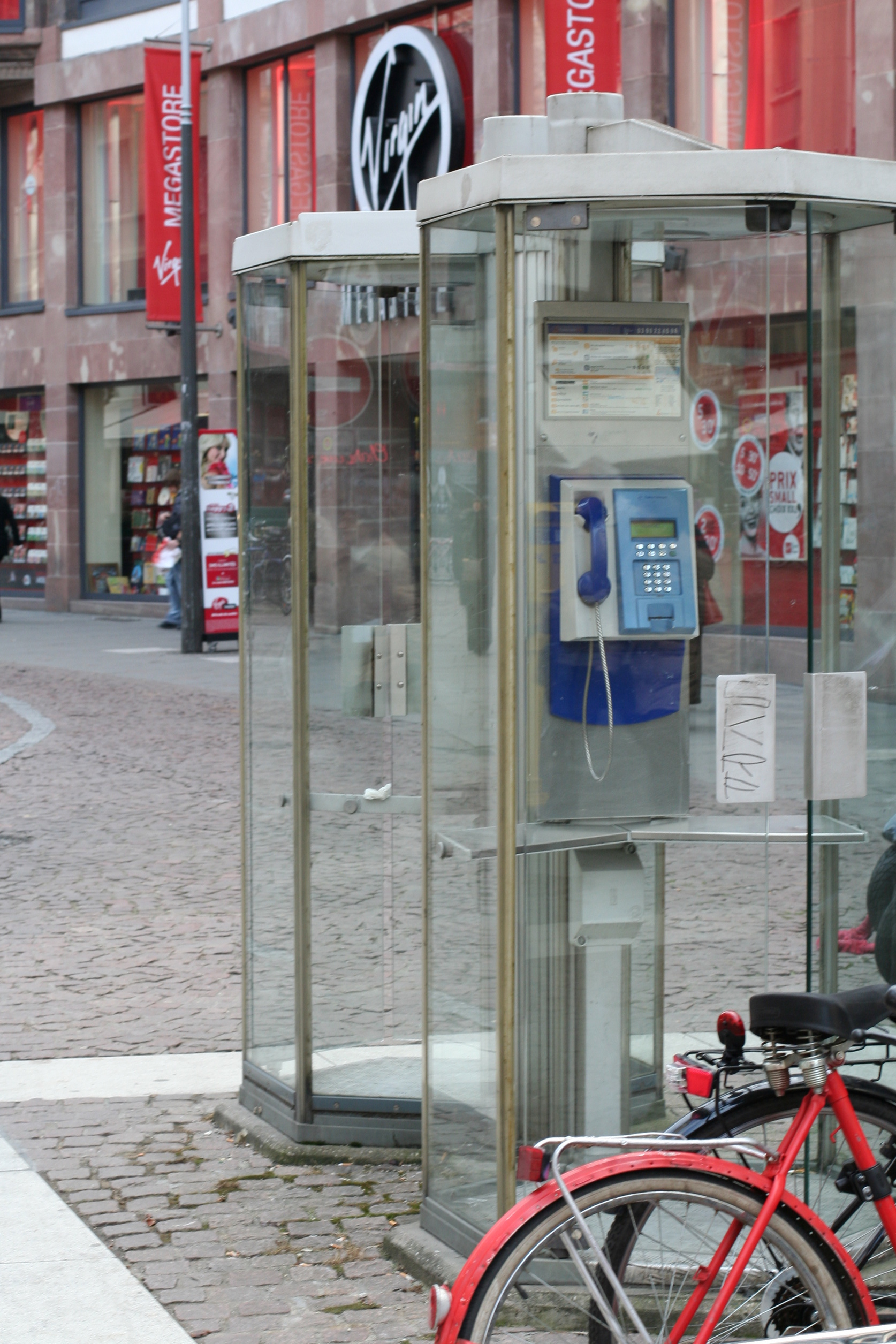
Frankrike
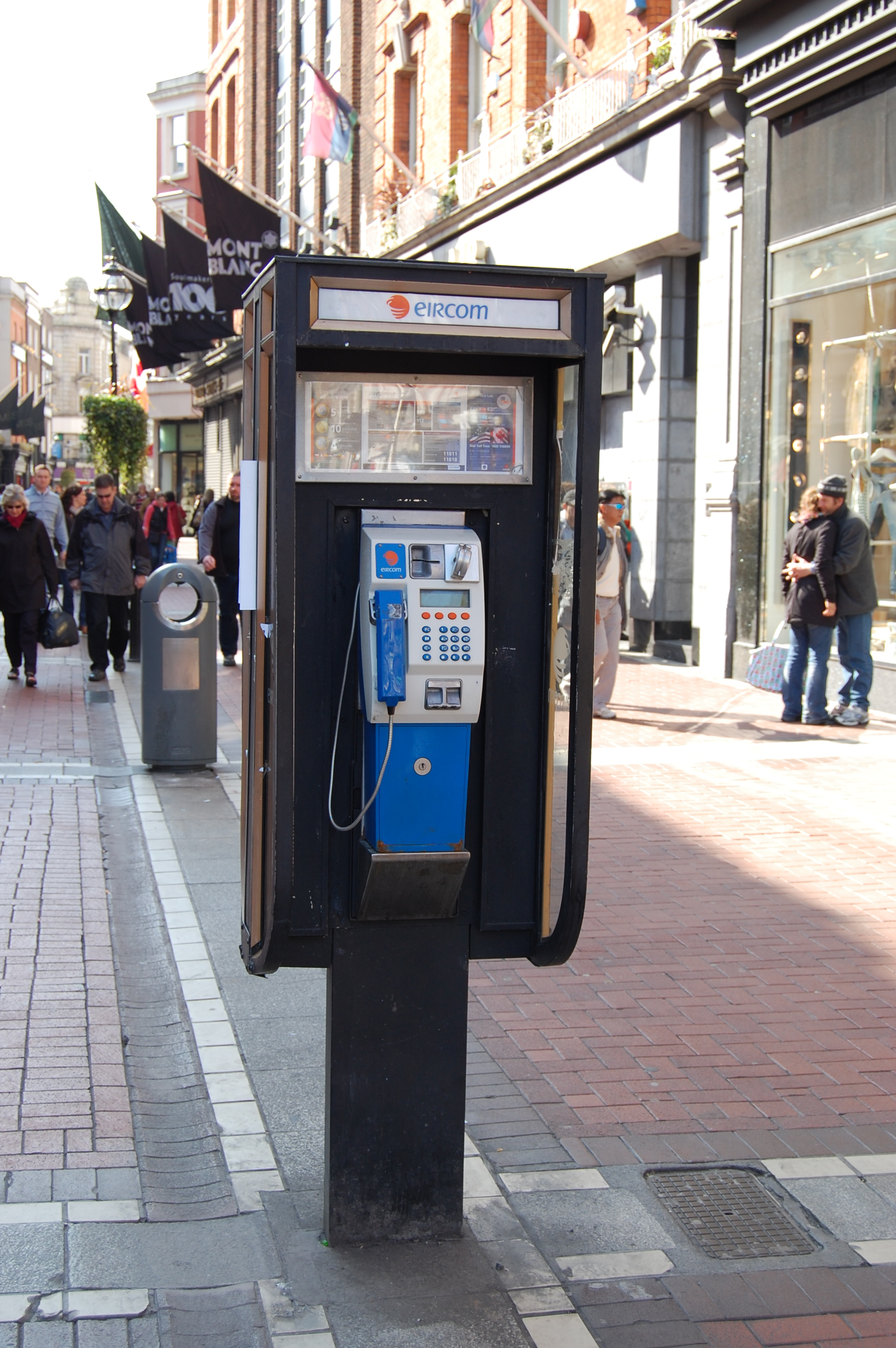
Irland (Dublin)
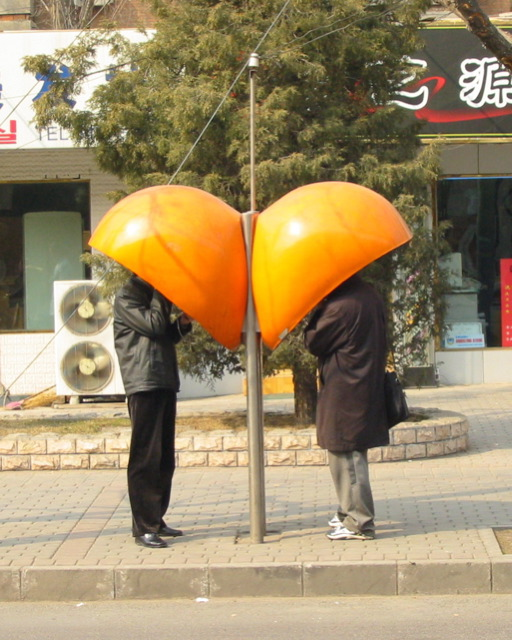
Kina (Peking)
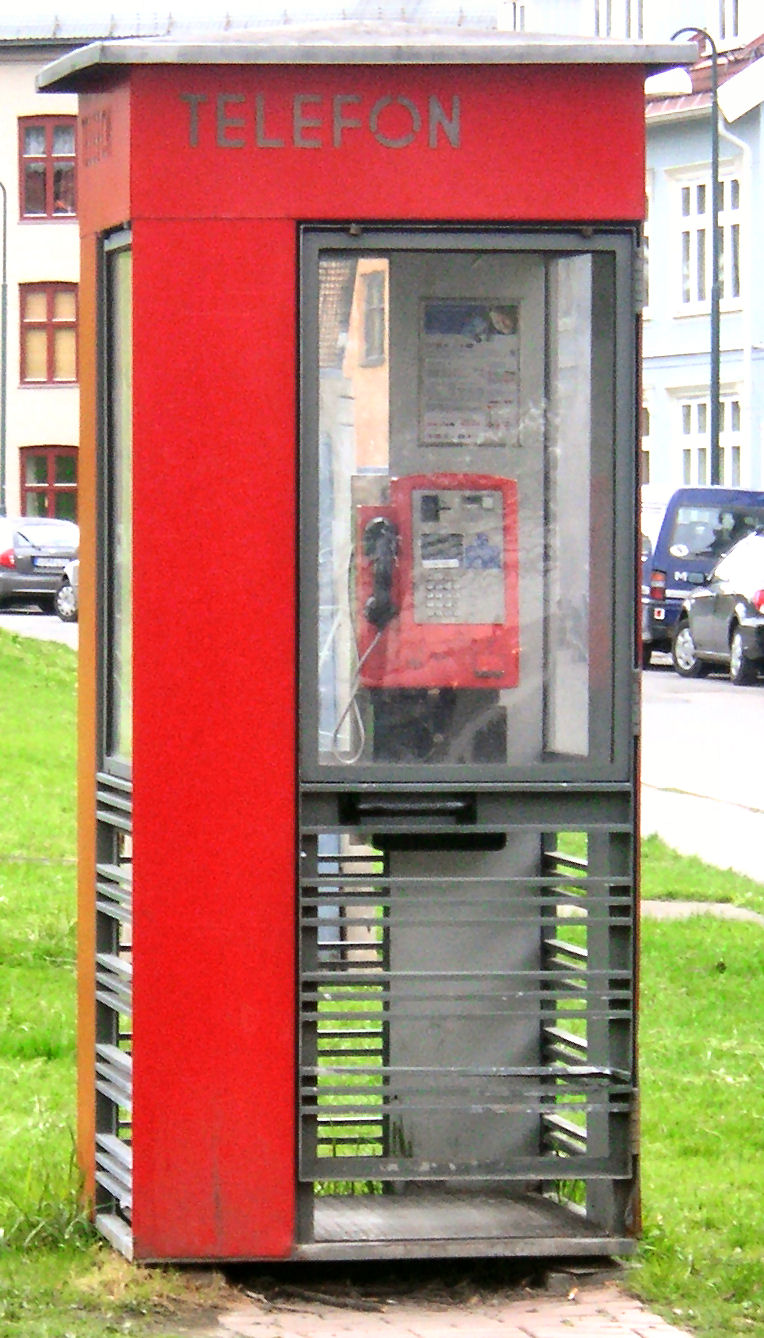
Norge
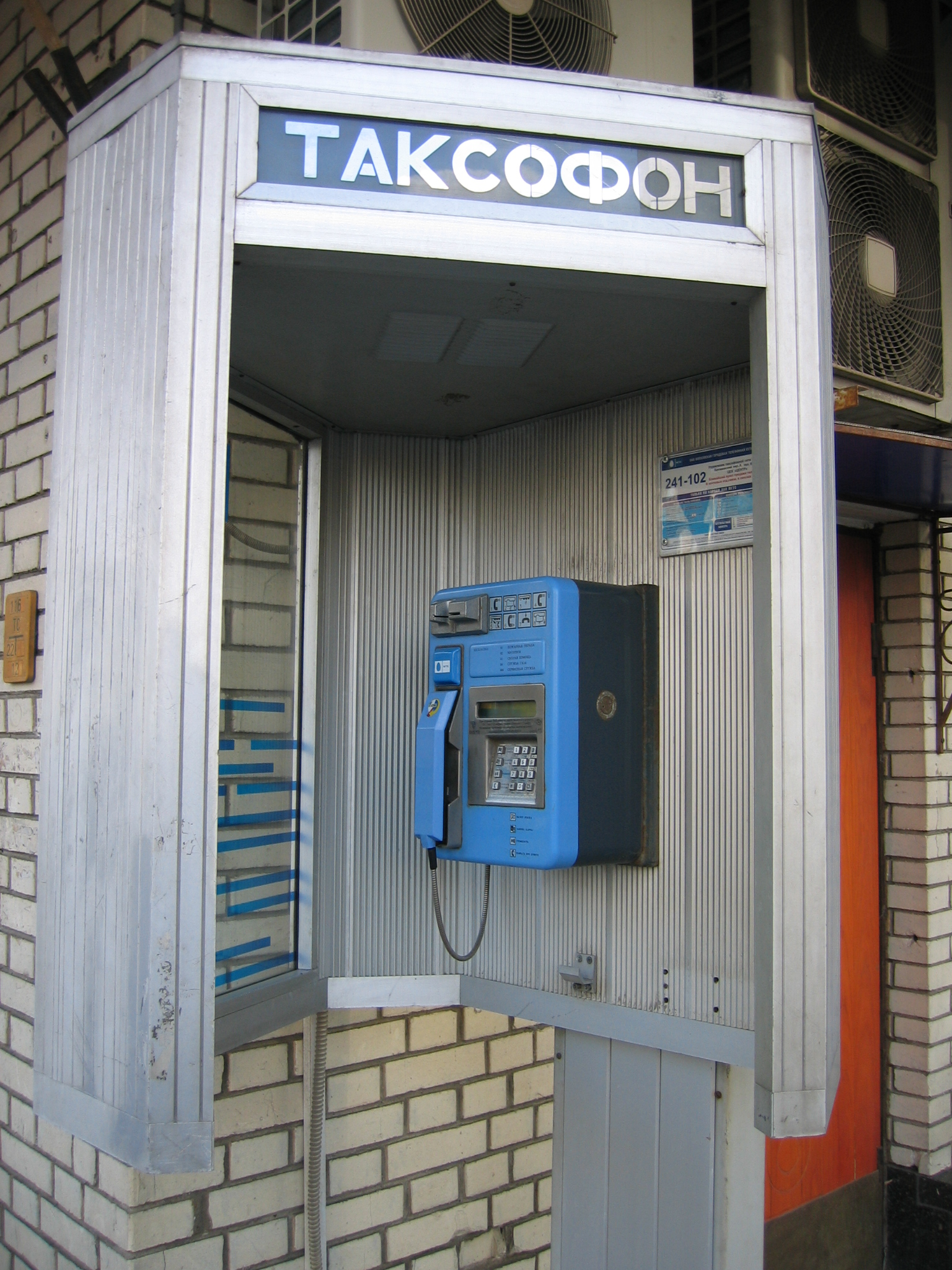
Ryssland (Moskva)
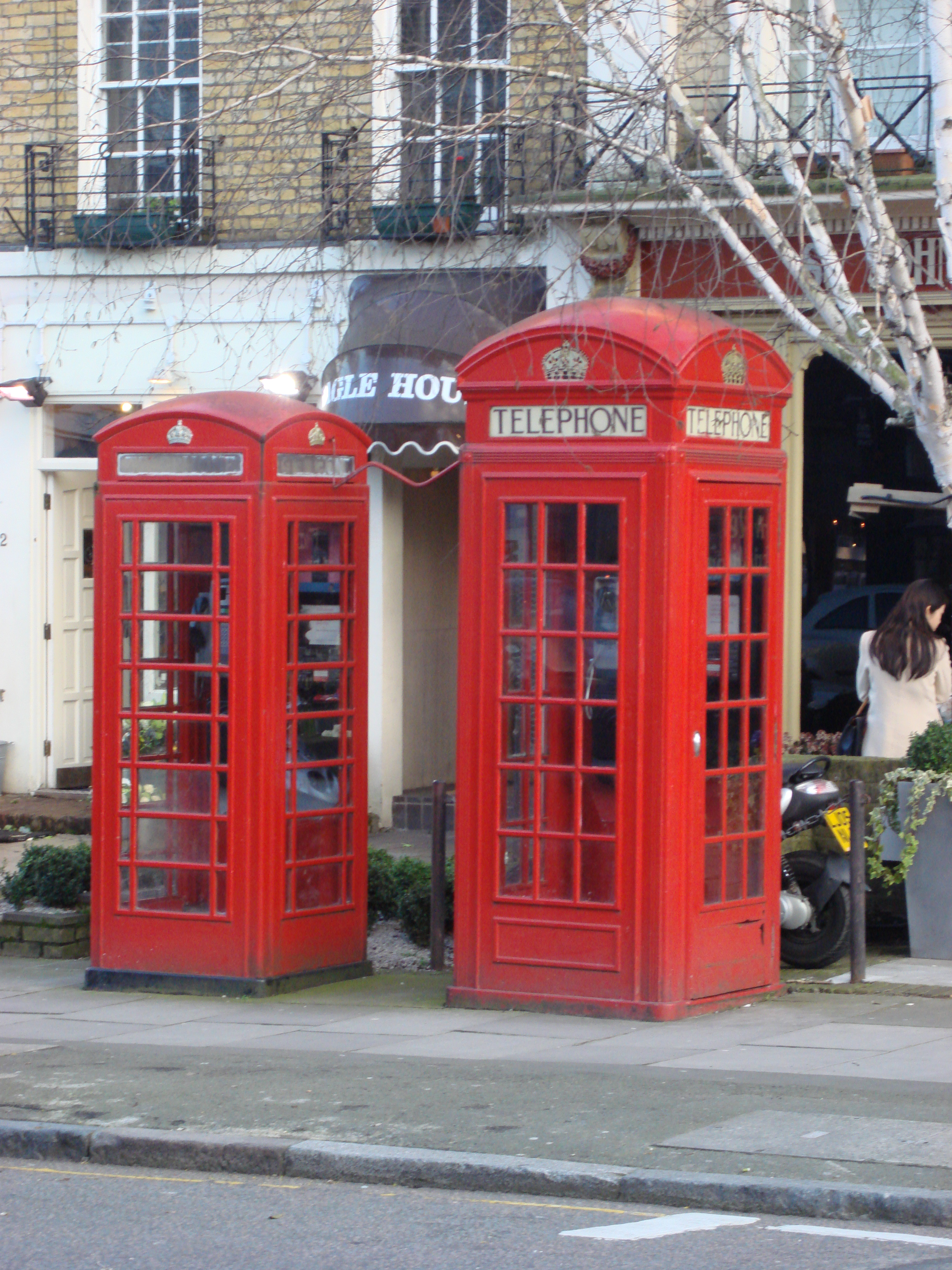
Storbritannien (London)
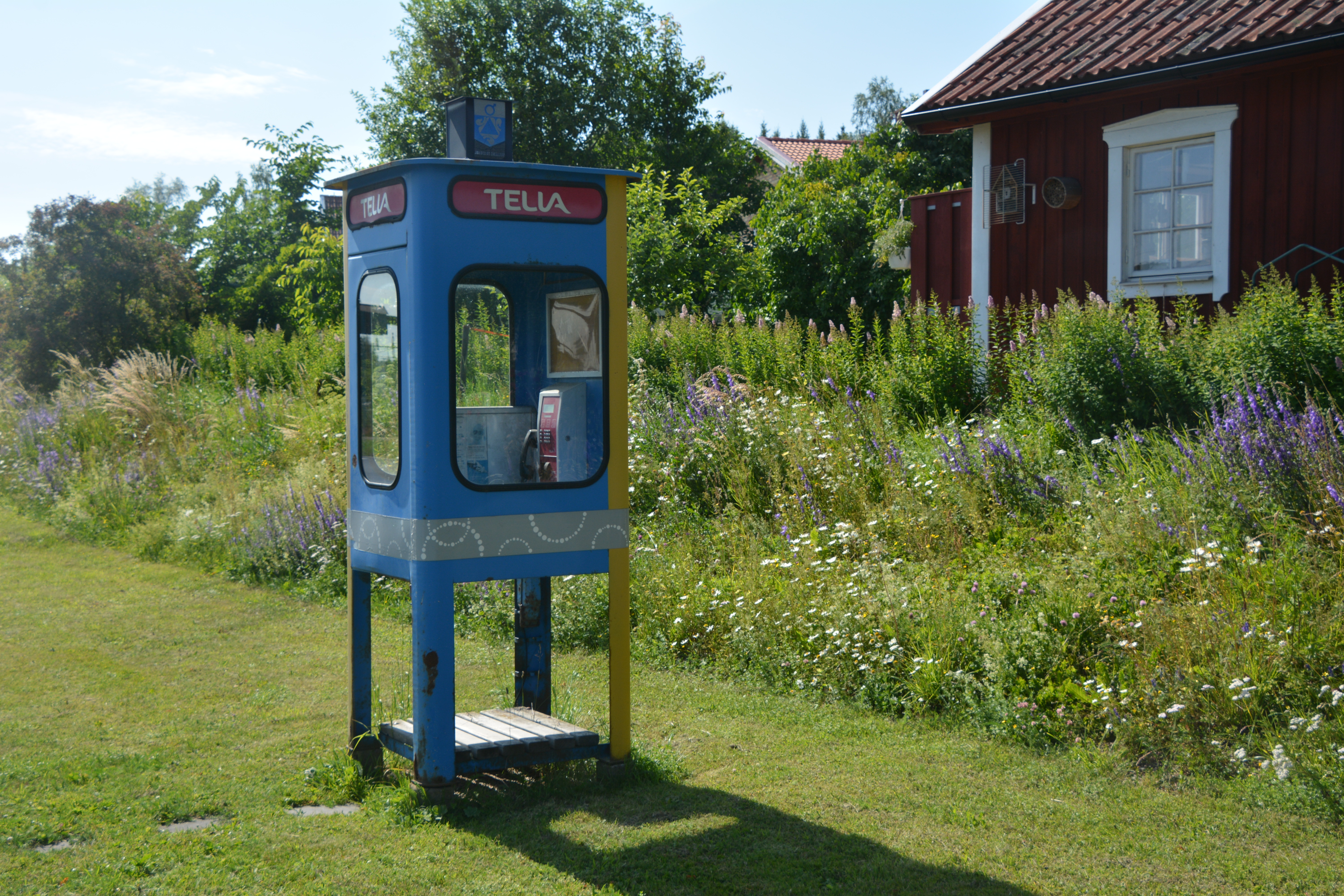
Sverige (Karbenning)
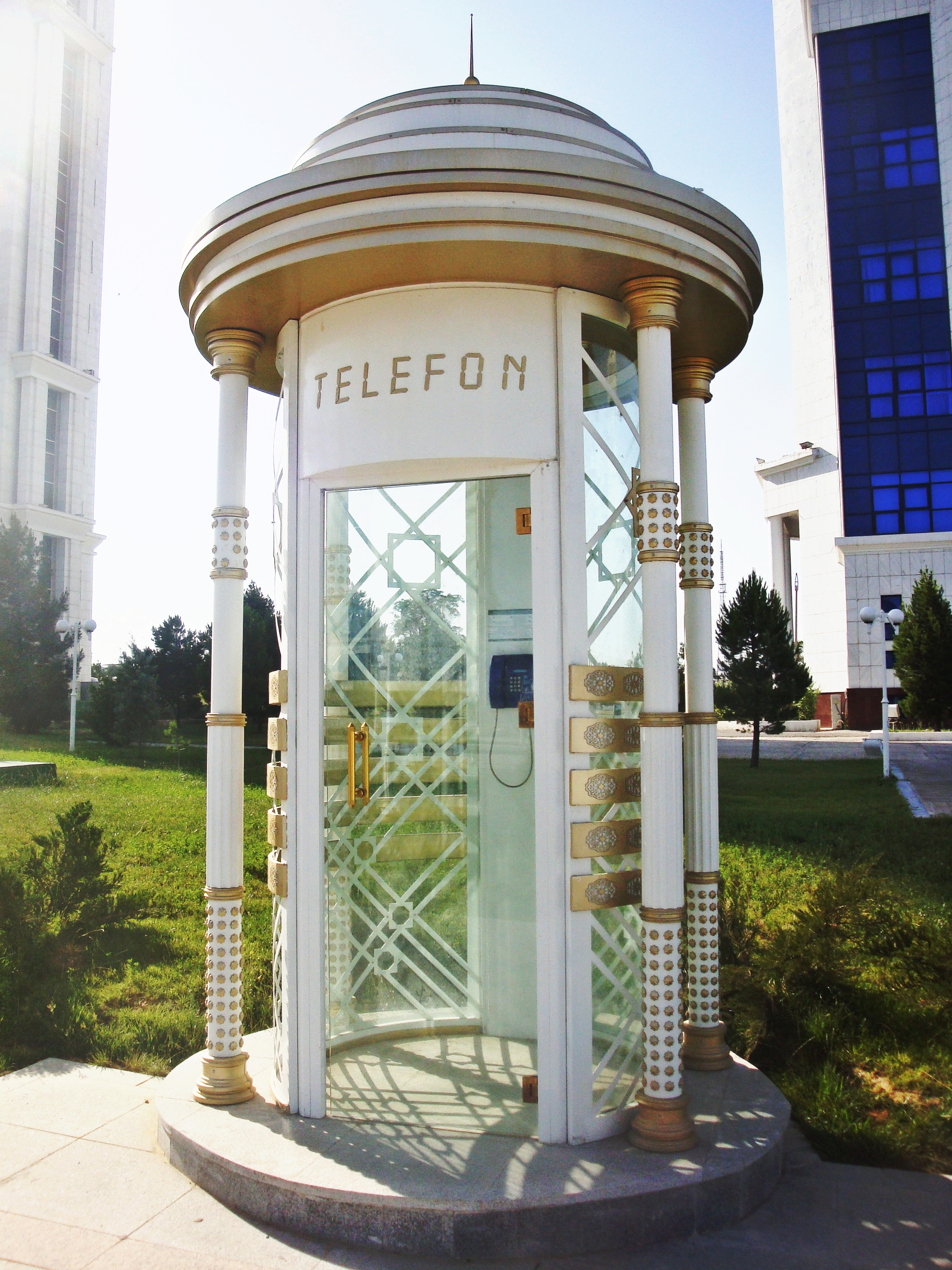
Turkmenistan (Asjchabad)
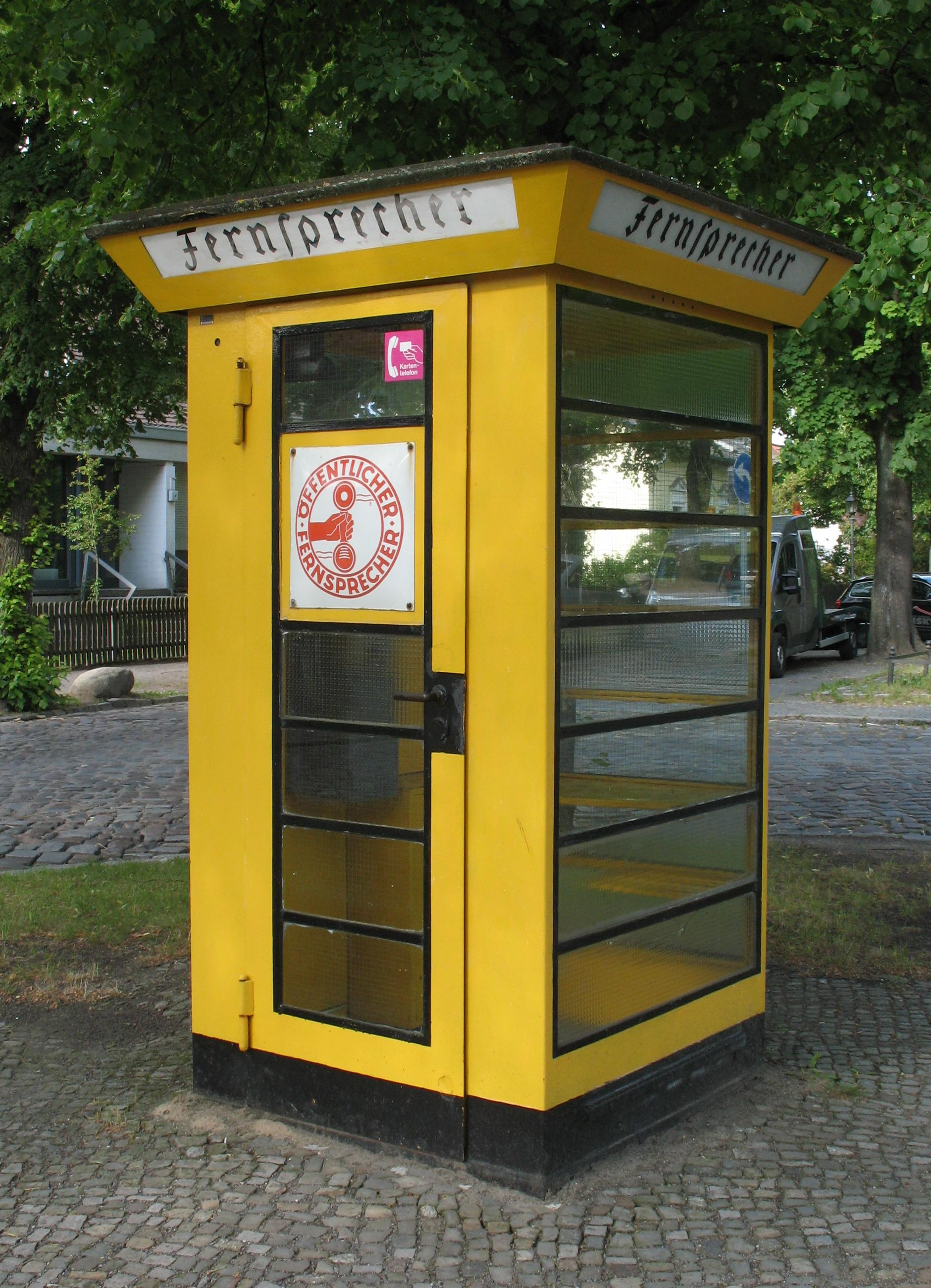
Tyskland (Berlin)
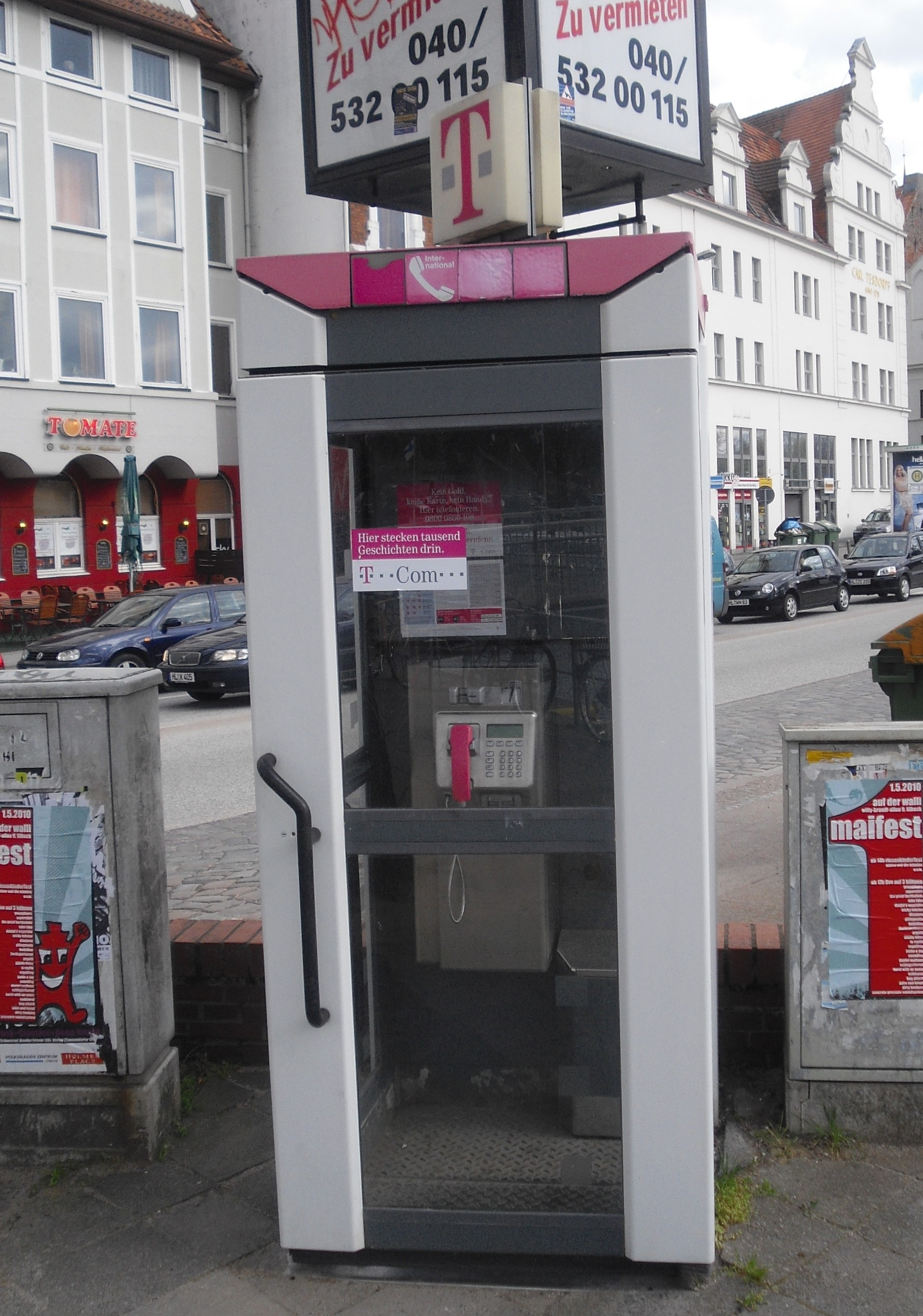
Tyskland (Lübeck)
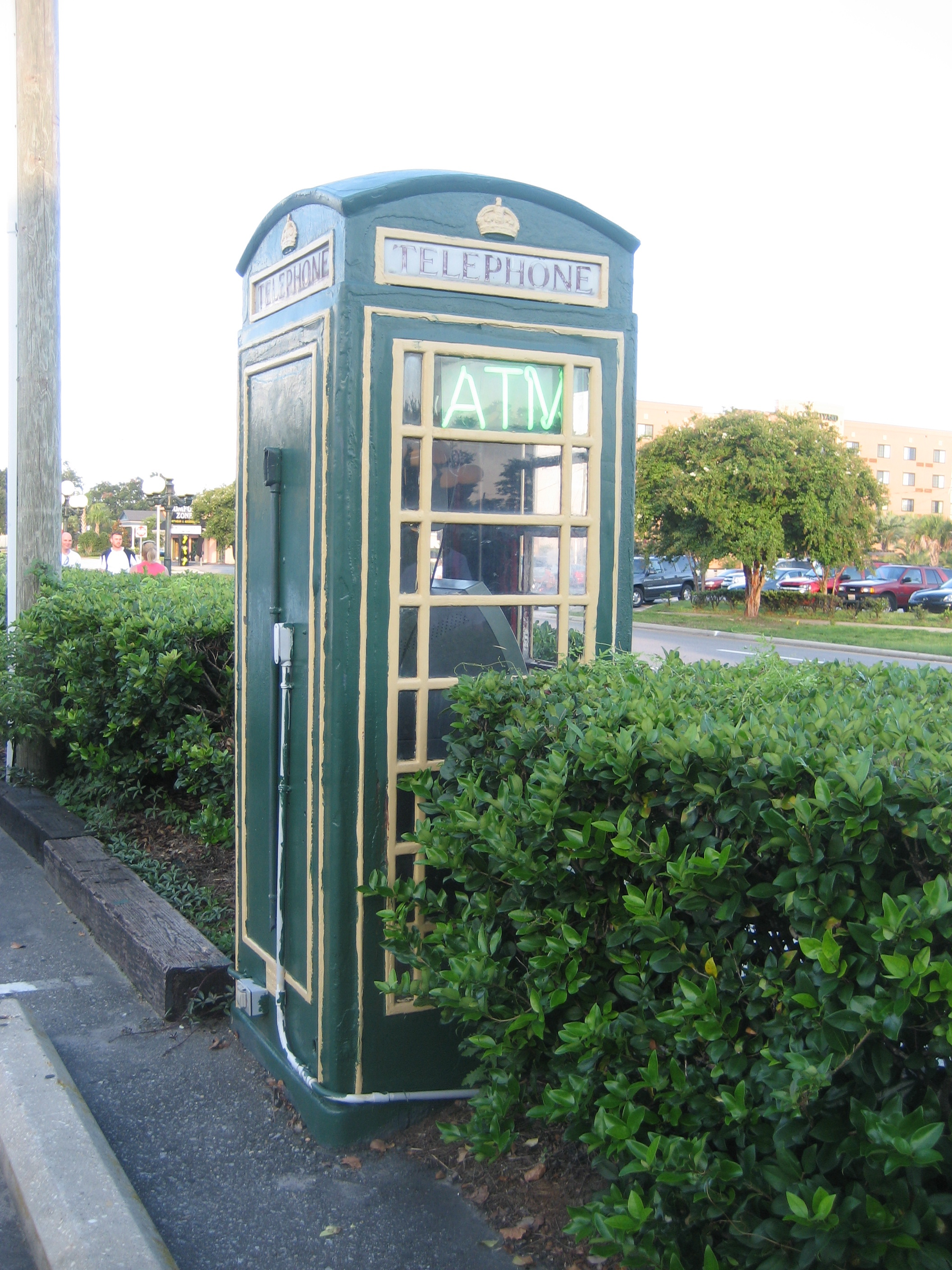
USA (Pensacola, Florida)